# Jardines Tivoli

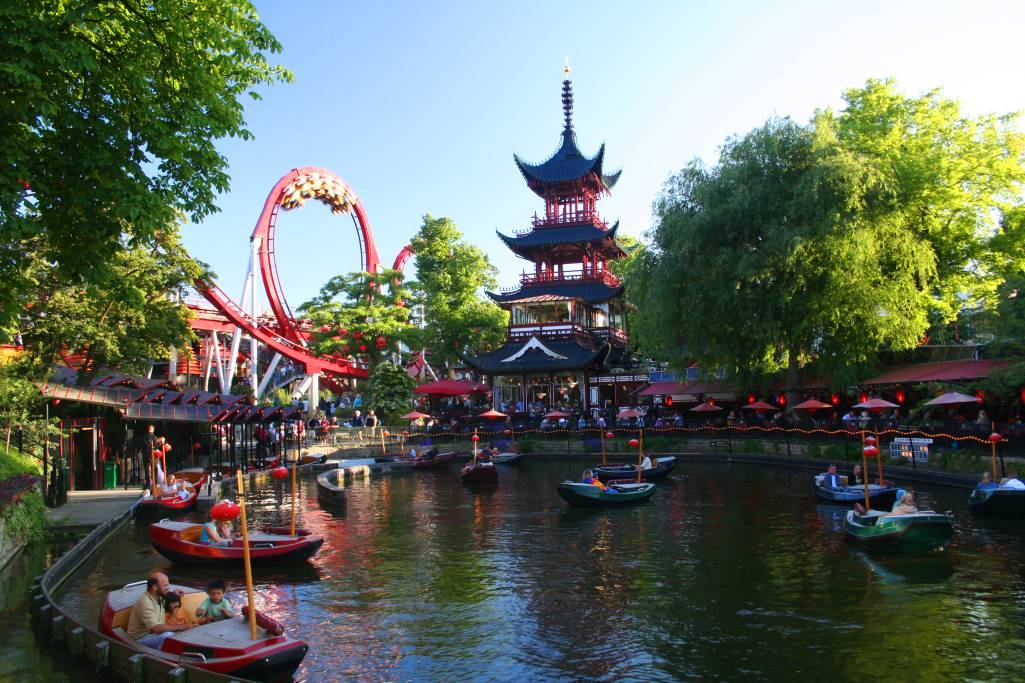
Los Jardines Tivoli.

Los Jardines Tivoli son una de las  mayores atracciones en el centro del actual Copenhague, en Dinamarca.
Se trata de un parque de atracciones que incluye numerosas actividades  (montañas rusas, distintos trenes) además  de exposiciones, de conciertos, pantomimas, etc.

## Historia
Los Jardines de Tivoli se abrieron el 15 de agosto de 1843, lo que en realidad lo hace el segundo parque de atracciones más antiguo de Dinamarca, después de Dyrehavsbakken, conservándose en una forma muy parecida a sus orígenes. 
En la época, Dinamarca era una monarquía absoluta, y Copenhague se consolidaba como ciudad, rodeada de defensas y fosos. Tívoli fue un éxito inmediato para los 120.000 habitantes de la época.

### Situación
El fundador Georg Carstensen (1812-1857), convenció al rey Cristian VIII de Dinamarca de la función de esta empresa sugiriéndole que «cuando el pueblo se divierte, no piensa en la política». El rey le alquiló, por 945 coronas al año, alrededor de 61.000 m² de un glacis fuera de Vesterport, la puerta del Oeste. 
Hasta 1850, Tivoli estuvo pues, fuera de la ciudad de Copenhague, mientras que actualmente, con la ampliación de la ciudad, Tivoli se encuentra en su parte sur.
Entre tanto se edificaron los primeros edificios próximos a Tivoli, como el Ayuntamiento de Copenhague (1905) y la estación central  Københavns Hovedbanegård (el sitio en 1847, el edificio en 1911) son los más importantes y de la  misma época.
El aspecto general de Tivoli ha sabido preservarse del paso del tiempo, aunque los jardines de la parte de delante están confinados por avenidas de un tráfico intenso. La entrada principal no ha cambiado desde su construcción en 1843.

### El nombre
El nombre Tivoli procede de la ciudad de Tívoli, en Italia, donde se encuentra la villa Adriana y donde se construyó en 1550 la villa de Este, donde está uno de los más bellos jardines del Renacimiento.
En un primer momento los jardines se nombraron Tivoli y Vauxhall, por alusión a los jardines de Tivoli en París y a los jardines Vauxhall en Londres.
En 1944, los nazis intentaron eliminar emblemas de la cultura danesa quemando un buen número de edificios de Tivoli, entre ellos la sala de conciertos. Los daneses construyeron entonces edificios temporales, lo que permitió al parque reanudar su actividad algunas semanas más tarde.

### Actualmente
Tivoli recibe alrededor de 4 millones de visitantes al año, lo que lo convierte en la principal atracción de Dinamarca (2004). La mayoría de los visitantes son daneses y, entre los visitantes extranjeros, los suecos son los más numerosos.

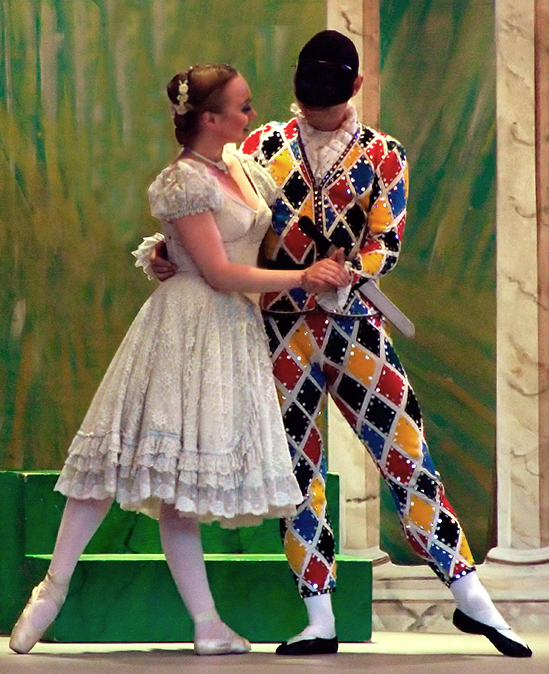
Arlequín y Colombina en el pantomimeteatret de los Jardines Tivoli.

## Atracciones
Tivoli tiene dos temporadas: 
- La temporada de verano, desde mediados de abril hasta finales de septiembre, con Pirotecnias y conciertos.
- La temporada de Navidad, desde mediados de noviembre hasta el 23 de diciembre, y sus tradiciones danesas.

Tivoli es uno de los lugares más apreciados por los daneses ya que es acogedor. Se visita sobre todo en familia. Posee un gran número de juegos, una decena de atracciones dinámicas y una veintena de atracciones tranquilas.
Las atracciones permiten descubrir la mitología nórdica (con  el Castillo de Valhalla, Valhalla Borgen), los cuentos de Hans Christian Andersen (con las "maletas volantes", Den flyvende Kuffert), y la vista sobre Copenhague (desde la noria).